# Pszczolinkowate
Pszczolinkowate (Andrenidae) – rodzina owadów błonkoskrzydłych należąca do nadrodziny pszczół. Obejmuje ponad 2500 opisanych gatunków. Charakterystyczna jest dla nich obecność szwów podczułkowych, które łącząc się ze szwem epistomalnym nadają podczułkowej części twarzy prostokątny kształt. Rozsiedlone są semikosmopolitycznie, ale najliczniejsze w strefach umiarkowanych Eurazji i obu Ameryk. Preferują stanowiska suche i nasłonecznione. Samice zakładają gniazda w ziemi, rzadziej w szczelinach skał lub murów. Zwykle robią to samotnie, ale u niektórych gatunków tworzą małe, subsocjalne grupy, korzystające ze wspólnego gniazda.

## Opis

Schemat użyłkowania skrzydeł u rodzaju Andrena. Pt: pterostygma, C: żyłka kostalna; R: żyłka radialna; B: żyłka bazalna; Cu: żyłka kubitalna; A: żyłka analna; Rc1 i Rc2: żyłki powrotne pierwsza i druga; tm: poprzeczna żyłka medialna, 1d, 2d, 3d: komórki dyskalne, sm: komórki submarginalne; m: komórka marginalna.

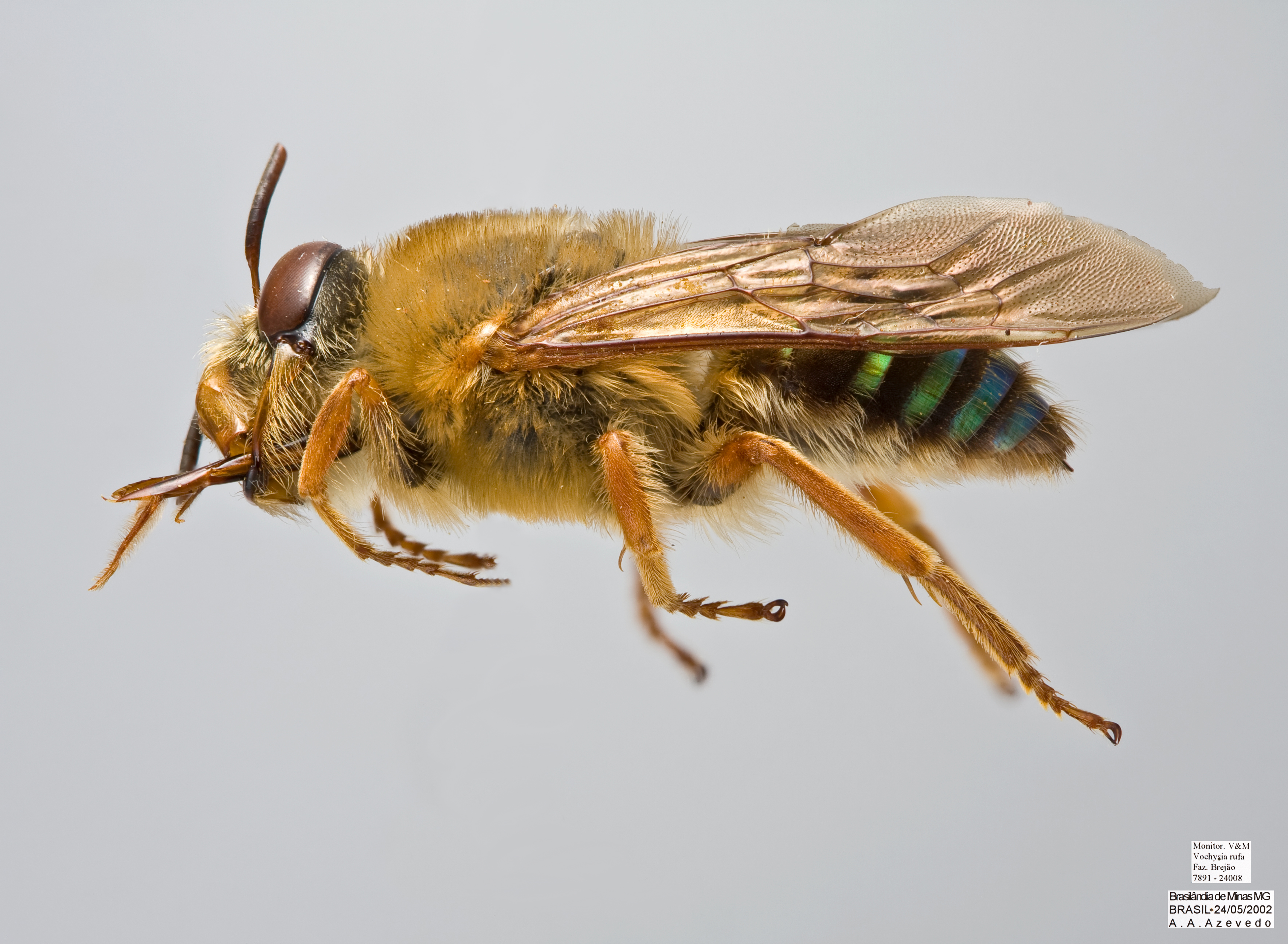
Samiec Oxaea flavescens

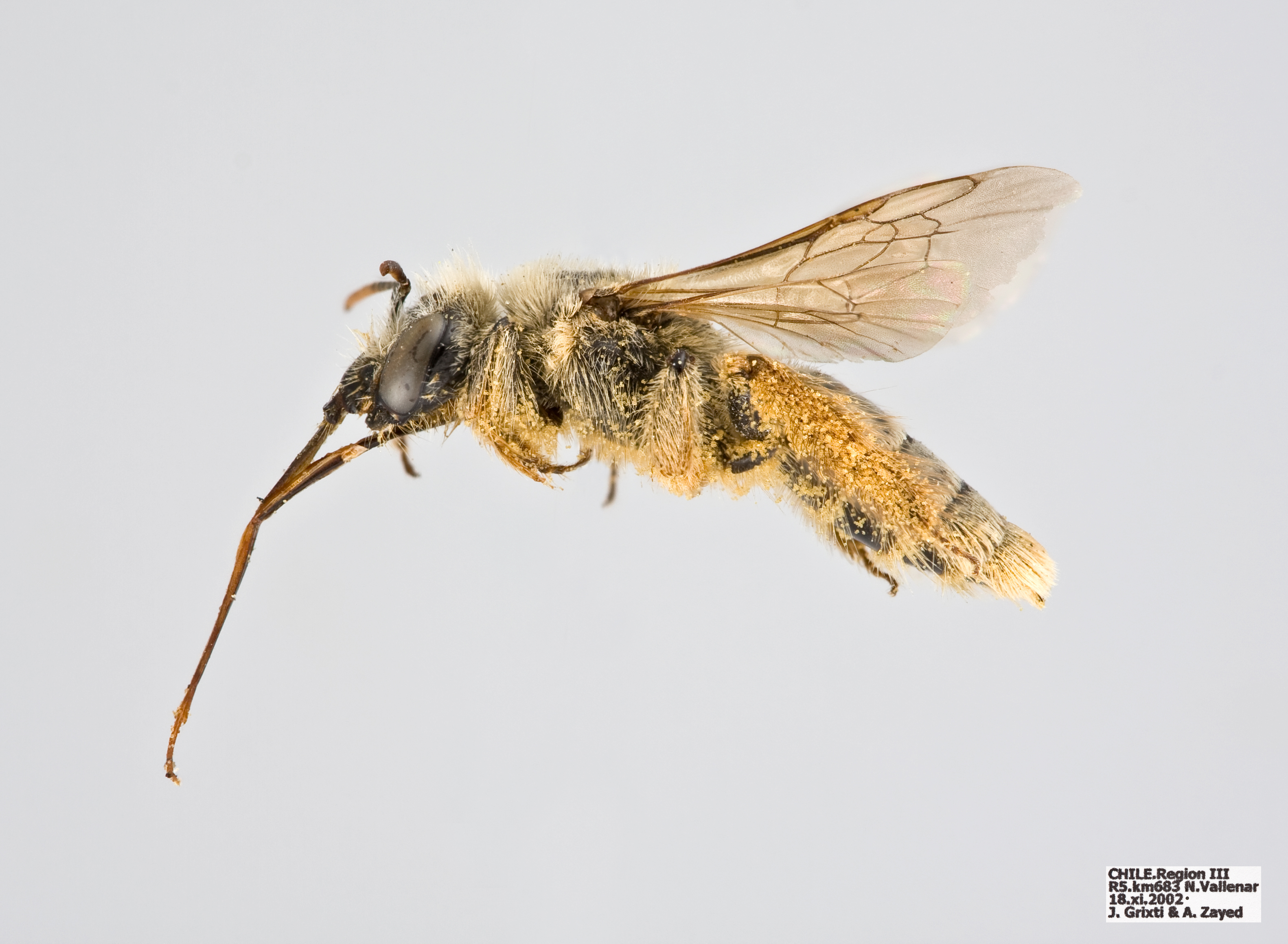
Samica Nolanomelissa toroi

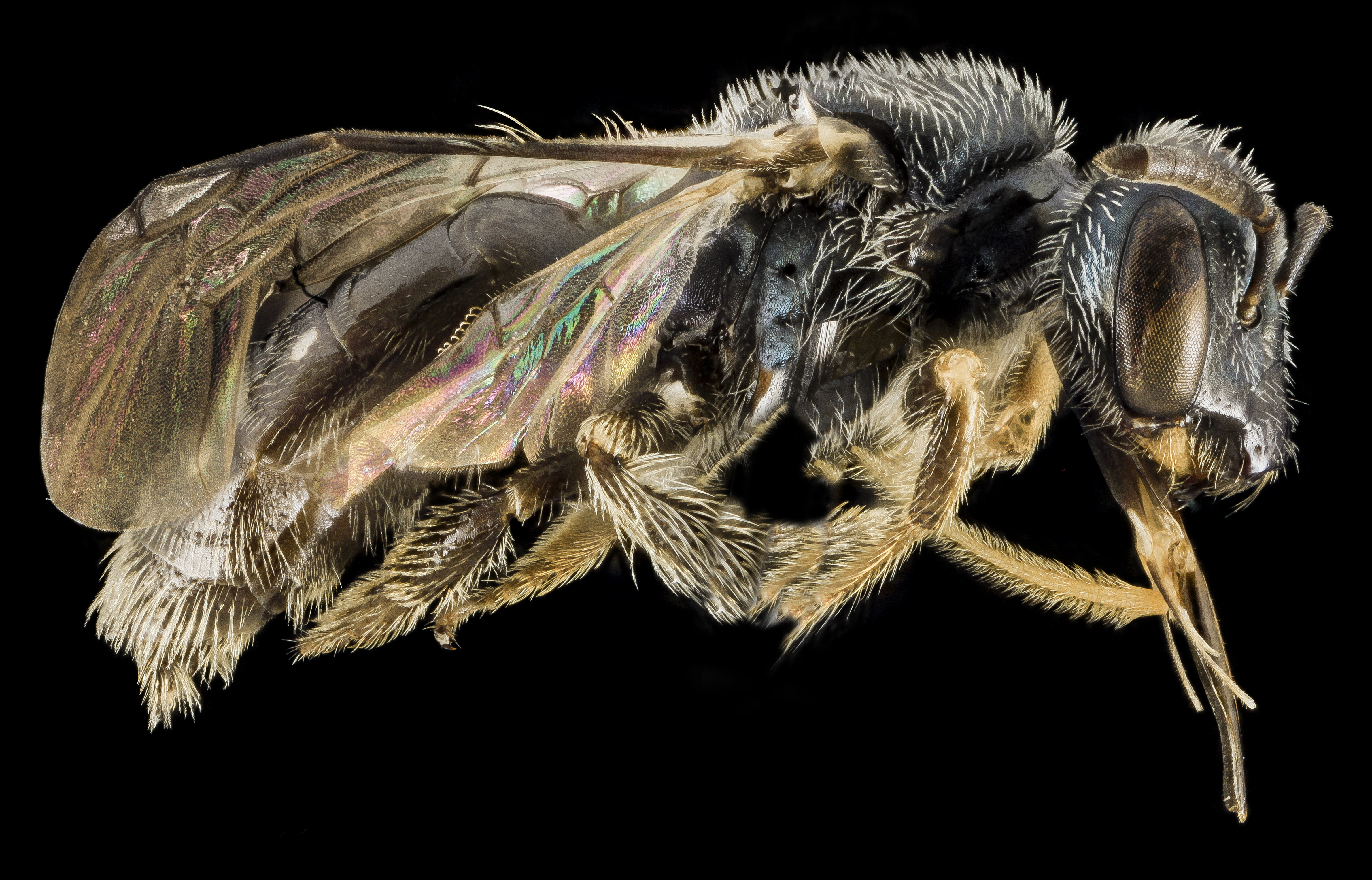
Samica Perdita halictoides

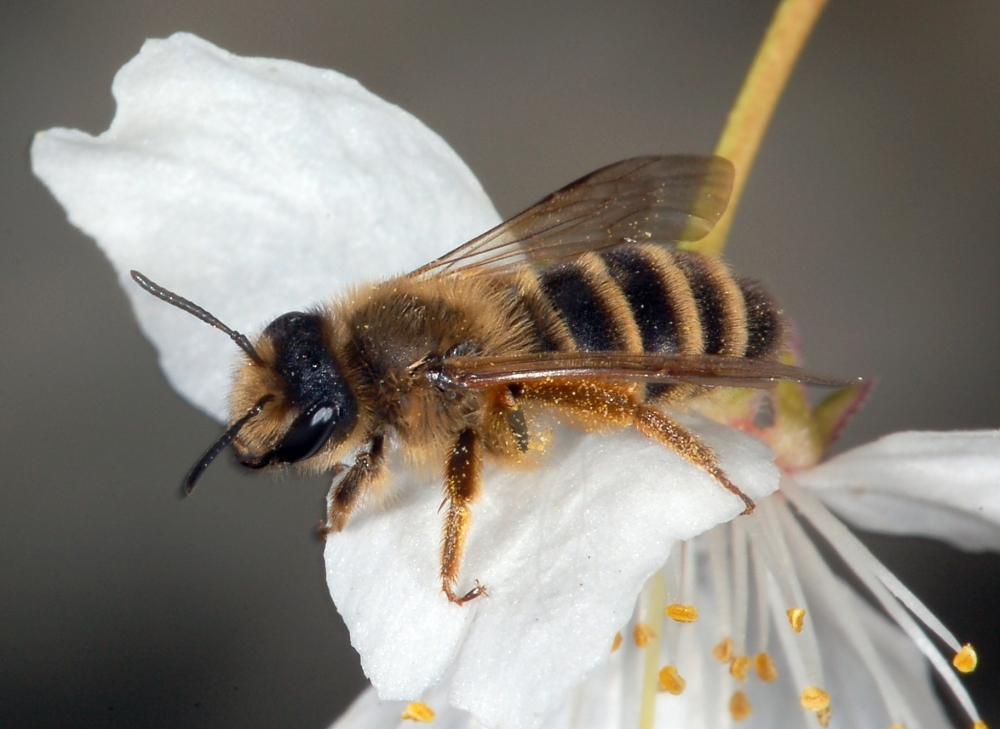
Andrena flavipes

Pszczoły małych, średnich i dużych rozmiarów (gatunki polskie mają 5–18 mm długości ciała). Ich ubarwienie jest zwykle ciemne, ale występować mogą również błękit, żółć i czerwień.
Błonkówki te różnią się od innych pszczół przede wszystkim obecnością dwóch par (zewnętrznej i wewnętrznej) szwów podczułkowych poniżej panewek czułkowych. Szwy te odgraniczają podczułkowe powierzchnie twarzy i, z wyjątkiem rodzajów Euherstia oraz Chaeturginus, nie są one silnie zbieżne ku dołowi. Szwy te zwykle łączą się ze szwem epistomalnym, wskutek czego podczułkowe powierzchnie twarzy mają kształt prostokątny lub kwadratowy. U niektórych samców Protandrena jedna z par szwów podczułkowych może być zanikła. Szwy te mogą być również trudno dostrzegalne u gatunków o grubo punktowanych, czarnych twarzach. Na twarzach większości samic obecna jest para zagłębień twarzowych. Brak jednak owych zagłębień u Euherstia i Orphana. Charakterystyczny dla narządów gębowych jest spiczasty języczek o części pierścieniowanej szerszej niż niepierścieniowana i niekiedy tworzącej rowek języczkowy. Wszystkie oprócz trutniarkowatych cechują się także podbródkiem z częściowo oddzielonym fragmentum.
Tułów jest zwykle owłosiony. Na jego wierzchu wyróżnia się od przodu ku tyłowi: przedplecze, śródplecze, tarczkę i zatarczkę. Na tylnej ścianie mezosomy występuje pólko środkowe o zwykle odmiennym urzeźbieniu oraz utworzony z włosków koszyczek propodealny. Odnóża tylnej pary mają u większości samic służące zbieraniu pyłku szczoteczki na goleniach oraz pędzelkowate flokulusy na krętarzach.
Metasoma może być od owłosionej do prawie nagiej. U samców buduje ją 7, a u samic 6 segmentów. Samice, a niekiedy także samce mogą mieć na ostatnim tergicie odwłoka pólko pygidialne. Samice wyposażone są w wysuwalne żądło.

## Zachowanie
Większość gatunków buduje gniazda w ziemi, inne w szczelinach skał i murów. Termin pojawu uzależniony jest od okresu kwitnięcia roślin żywicielskich, ale samce pojawiają się około tygodnia wcześniej niż samice. Po odnalezieniu roślin pokarmowych rozpoczynają się loty godowe. Zapłodnione samice zakładają gniazda. Wiele gatunków, w tym należące do rodzaju Andrena, to samotnice zakładające gniazda w pojedynkę, ale niektóre, jak Panurgus, wykazują zachowania subsocjalne, gdzie z jednego gniazda korzysta kilka samic. Gniazdo składa się z głównego korytarza o długości od kilku centymetrów do pół metra oraz jajowatych komórek lęgowych, które mogą przylegać bezpośrednio do korytarza głównego lub łączyć się z nim korytarzami dodatkowymi. Samica wypełnia komórkę pyłkiem i nektarem do połowy, po czym ugniata je, tworząc grudkę w której składa pojedyncze jajo i zamyka komórkę wieczkiem. Ugniatanie grudki nie występuje jednak w podrodzinie Oxaeinae. Samce nie zbierają pyłku, nie budują gniazd i giną wcześniej od samic. Jak u wszystkich błonkówek występuje arrenotokia: jaja zapłodnione dają początek samicom, a niezapłodnione samcom. Zimowanie odbywać się może w stadium larwy, poczwarki lub imago.

## Występowanie
Rodzina prawie kosmopolityczna, znana ze wszystkich kontynentów oprócz Australii i Antarktydy, jednak zdecydowanie najliczniejsza w Holarktyce. Tylko pojedyncze gatunki zamieszkują Afrykę Subsaharyjską, a w tropikalnej części Azja nie ma ich prawie wcale. Około 400 gatunków znanych jest z Palearktyki, z czego około 300 występuje w Europie, a około 120 w Polsce (zobacz: pszczolinkowate Polski). Stosunkowo liczne są w strefach umiarkowanych obu Ameryk.
Przedstawiciele rodziny docierają na północ do 60°N, a w Norwegii nawet 70°N, zaś w górach występują również ponad górną granicą lasu. Preferują miejsca suche i mocno nasłonecznione. Zamieszkują stepy, pola, łąki, stoki wzgórz, skraje lasów, polany, brzegi rzek, drogi i przydroża oraz ogrody.

## Systematyka
Należy tu ponad 2500 opisanych gatunków. Podział systematyczny według Charlesa Duncana Michenera z 2000 roku przedstawia się następująco:
- Alocandreninae
- Andreninae – pszczolinki[6]
- Oxaeinae – trutniarkowate[6]
- Panurginae – zbierkowate[6]
  - Calliopsini
  - Melitturgini – trutnice[6]
  - Nolanomelissini
  - Panurgini – zbierki[6]
  - Perditini
  - Protandrenini